# Mikołaj Krasicki
Mikołaj Krasicki herbu Rogala (zm. 1652) – polski duchowny katolicki, hrabia Świętego Cesarstwa Rzymskiego, protonotariusz papieża Urbana VIII, archidiakon i administrator biskupstwa łuckiego, biskup sufragan łucki w 1641 roku, nominowany na biskupa tytularnego Argos w 1639 roku, sekretarz królewski w 1633 roku, proboszcz krasiczyński.
Syn chorążego halickiego Jerzego i Anny Sanguszkówny Koszyrskiej.
W 1648 roku podpisał elekcję Jana II Kazimierza Wazy z województwem wołyńskim.